# یک کشور دوست داشتنی وجود دارد
یک کشور دوست داشتنی وجود دارد (انگلیسی: Der er et yndigt land) فیلمی در ژانر درام به کارگردانی مورتن آرنفرد است که در سال ۱۹۸۳ منتشر شد.